# 帝國雜誌
《帝國雜誌》（Empire）是英國電影雜誌，鮑爾媒體每月出版。第一期於1989年7月出刊，編輯是Barry McIlheney，出版為EMAP。鮑爾在2008年年初購買Emap媒體。《帝國雜誌》是英國銷售量最高的電影雜誌，超過《Total Film》。它也在美國，澳大利亞，土耳其，俄羅斯和葡萄牙發行。